# Andrew Jackson Hamilton
Andrew Jackson Hamilton, född 28 januari 1815 i Huntsville, Mississippiterritoriet (i nuvarande Alabama), död 11 april 1875 i Austin, Texas, var en amerikansk politiker och jurist. Han var ledamot av USA:s representanthus 1859–1861 och guvernör i Texas 1865–1866. Han var bror till Morgan C. Hamilton.
Hamilton studerade juridik i Alabama och flyttade 1846 till Texas där han inledde sin politiska karriär som demokrat. Han var delstatens justitieminister (Texas Attorney General) från januari till augusti 1850. I kongressvalet 1858 kandiderade han som obunden demokrat och vann valet men bestämde sig för att inte ställa upp till omval i kongressvalet 1860.
I amerikanska inbördeskriget valde Hamilton nordstaternas sida och fick tjänstgöra som guvernör i Texas i början av rekonstruktionstiden från juni 1865 till augusti 1866. Efter att ha lämnat guvernörsämbetet gick Hamilton med i Republikanska partiet och deltog i republikanernas konvent år 1868. I guvernörsvalet 1869 ställde Hamilton upp som konservativ republikan men fick se sig besegrad av radikalrepublikanen Edmund J. Davis.